# Diecéze Arsinoë v Arkádii
Diecéze Arsinoë v Arkádii je titulární diecéze římskokatolické církve.

## Historie
Arsinoë v Arkádii, odpovídá městu Fajjúm v dnešním Egyptě, je starobylé biskupské sídlo nacházející se v římské provincii Arkádie. Byla součástí Alexandrijského patriarchátu a sufragánnou arcidiecéze Oxyrhynchos.
Dnes je využívána jako titulární biskupské sídlo; v současné době je bez titulárního biskupa.

## Seznam biskupů
- Nepot (zmíněn roku 250)
- Maximinus (zmíněn roku 325)
- Melas (zmíněn roku 325)
- Calosirius I. (zmíněn roku 339)
- Silvanus (339-347)
- Andreas (347-362)
- Eusebius (zmíněn roku 406)
- Calosirius II. (zmíněn roku 449)
- Eladius (zmíněn roku 477)
- Sergius (5. století?)
- Petrus I. (6. století?)
- Victorius (zmíněn roku 635)
- Petrus II. (zmíněn roku 663)
- Menas (zmíněn roku 670)
- Iosephus (7. století)
- Abraham (zmíněn roku 740)

## Seznam titulárních biskupů
- 1726 - 1751 Michał Ignacy Kunicki
- 1763 - ? Raphael Tuki
- 1828 - ? Francesco-Paolo Grifi
- 1862 - 1864 Lorenzo Bergeretti
- 1876 - 1891 Pierre-Marie Osouf, M.E.P.
- 1893 - 1898 Juan Agustín Boneo
- 1898 - 1914 Charles-Joseph-Louis-Abel Gilbert
- 1914 - 1938 Ernest Neveux
- 1938 - 1954 Henri Audrain
- 1954 - 1956 Manuel de Jesús Serrano Abad
- 1957 - 1999 Jerônimo Mazzarotto